# Municipio de Morazán
Municipio de Morazán är en kommun i Guatemala.   Den ligger i departementet Departamento de El Progreso, i den centrala delen av landet, 50 km nordost om huvudstaden Guatemala City.